# Safari Rally 2023
Il Safari Rally 2023, ufficialmente denominato Safari Rally Kenya 2023, è stata la settima prova del campionato del mondo rally 2023 nonché la settantesima edizione del Safari Rally e la trentunesima con valenza mondiale.

## Riepilogo
La manifestazione si è svolta dal 22 al 25 giugno sugli impegnativi sterrati che attraversano gli altipiani del Kenya nel cuore della Rift Valley, con sede designata a Naivasha, centro della contea di Nakuru situato nei pressi dell'omonimo lago a circa 100 km a nord ovest della capitale Nairobi, con il parco assistenza allestito al Kenya Wildlife Training Institute.
L'evento, così come nell'edizione 2022 è stato dominato dalla squadra ufficiale Toyota, la quale è riuscita a piazzare le sue GR Yaris Rally1 nei primi quattro posti; la vittoria è andata pertanto al francese Sébastien Ogier, navigato dal connazionale Vincent Landais, davanti alla coppia finlandese formata dai campioni del mondo in carica Kalle Rovanperä e Jonne Halttunen, secondi classificati, e da quella britannica composta da Elfyn Evans e Scott Martin, giunti terzi. Ogier conquistò così il suo cinquantottesimo successo in carriera, il secondo in Kenya, mentre per la coppia si trattò del terzo stagionale, per Landais anche la terza vittoria iridata in assoluto; Rovanperä e Halttunen rafforzarono invece il primato in classifica generale, portandosi a 41 punti di vantaggio sugli inseguitori Evans e Martin.
I polacchi Kajetan Kajetanowicz e Maciej Szczepaniak, su una Škoda Fabia Rally2 Evo privata, hanno invece conquistato il primo successo stagionale nel campionato WRC-2, mentre nella serie WRC-3 si sono invece imposti il paraguaiano Diego Dominguez Jr. e lo spagnolo Rogelio Peñate su Ford Fiesta Rally3, alla prima vittoria nella categoria.

## Dati della prova
| Denominazione ufficiale             | Safari Rally Kenya                                    |
| Edizione N°                         | 70                                                    |
| Tappa N°                            | 7 di 13                                               |
| Data manifestazione                 | da giovedì 22/06/2023 a domenica 25/06/2023           |
| Sede ospitante                      | Naivasha (contea di Nakuru, Kenya)                    |
| Sede parco assistenza               | Kenya Wildlife Service Training Institute, Naivasha   |
| Superficie                          | Sterrato                                              |
| Direttore di gara                   | Gurvir Bhabra                                         |
| Iscritti                            | 32                                                    |
| Partiti                             | 31                                                    |
| Arrivati                            | 20 (64,5% dei partiti)                                |
| Prove speciali                      | 19                                                    |
| Prova più breve                     | 4,84 km (PS1: Super Special Kasarani)                 |
| Prova più lunga                     | 31,04 km (PS10 e PS13: Sleeping Warrior)              |
| Prova più lenta                     | velocità media di 82,1 km/h (PS14: Malewa 1)          |
| Prova più veloce                    | velocità media di 123,5 km/h (PS4: Kedong 1)          |
| Lunghezza prove speciali            | 355,92 km (29,9% della distanza totale)               |
| Lunghezza complessiva trasferimenti | 835,14 km                                             |
| Distanza totale                     | 1191,06 km                                            |
| Media oraria del vincitore          | velocità media di 101,3 km/h (355,92 km in 3h30'42"5) |

## Itinerario
| Frazione            | Prova  | Ora    | Nome                                        | Lunghezza | Totale    |
| ------------------- | ------ | ------ | ------------------------------------------- | --------- | --------- |
| Frazione 1 (22 giu) | PS1    | 18:05  | Super Special Kasarani                      | 4,84 km   | 4,84 km   |
|                     |        |        |                                             |           |           |
| Frazione 2 (23 giu) |        | 07:00  | Assistenza – KWS, Naivasha (15 min)         | –         | 130,66 km |
| Frazione 2 (23 giu) | PS2    | 08:00  | Loldia 1                                    | 19,17 km  | 130,66 km |
| Frazione 2 (23 giu) | PS3    | 09:18  | Geothermal 1                                | 13,12 km  | 130,66 km |
| Frazione 2 (23 giu) | PS4    | 10:11  | Kedong 1                                    | 30,62 km  | 130,66 km |
| Frazione 2 (23 giu) |        | 11:14  | Riordino – KWS, Naivasha (30 min)           | –         | 130,66 km |
| Frazione 2 (23 giu) |        | 11:44  | Assistenza – KWS, Naivasha (40 min)         | –         | 130,66 km |
| Frazione 2 (23 giu) | PS5    | 13:09  | Loldia 2                                    | 19,17 km  | 130,66 km |
| Frazione 2 (23 giu) | PS6    | 14:27  | Geothermal 2                                | 13,12 km  | 130,66 km |
| Frazione 2 (23 giu) | PS7    | 15:20  | Kedong 2                                    | 30,62 km  | 130,66 km |
| Frazione 2 (23 giu) |        | 16:33  | Assistenza (flexi) – Naivasha (45 min)      | –         | 130,66 km |
|                     |        |        |                                             |           |           |
| Frazione 3 (24 giu) | PS8    | 08:01  | Soysambu 1                                  | 29,32 km  | 150,88 km |
| Frazione 3 (24 giu) | PS9    | 10:08  | Elmenteita 1                                | 15,08 km  | 150,88 km |
| Frazione 3 (24 giu) | PS10   | 10:03  | Sleeping Warrior 1                          | 31,04 km  | 150,88 km |
| Frazione 3 (24 giu) |        | 11:29  | Riordino – KWS, Naivasha (26 min)           | –         | 150,88 km |
| Frazione 3 (24 giu) |        | 11:55  | Assistenza – KWS, Naivasha (40 min)         | –         | 150,88 km |
| Frazione 3 (24 giu) | PS11   | 14:01  | Soysambu 2                                  | 29,32 km  | 150,88 km |
| Frazione 3 (24 giu) | PS12   | 15:05  | Elmenteita 2                                | 15,08 km  | 150,88 km |
| Frazione 3 (24 giu) | PS13   | 16:03  | Sleeping Warrior 2                          | 31,04 km  | 150,88 km |
| Frazione 3 (24 giu) |        | 17:39  | Assistenza (flexi) – KWS, Naivasha (45 min) | –         | 150,88 km |
|                     |        |        |                                             |           |           |
| Frazione 4 (25 giu) | PS14   | 06:55  | Malewa 1                                    | 8,33 km   | 74,38 km  |
| Frazione 4 (25 giu) | PS15   | 07:51  | Oserian 1                                   | 18,33 km  | 74,38 km  |
| Frazione 4 (25 giu) | PS16   | 09:05  | Hell's Gate 1                               | 10,53 km  | 74,38 km  |
| Frazione 4 (25 giu) |        | 10:14  | Riordino – KWS, Naivasha (10 min)           | –         | 74,38 km  |
| Frazione 4 (25 giu) |        | 10:24  | Assistenza – KWS, Naivasha (15 min)         |           | 74,38 km  |
| Frazione 4 (25 giu) | PS17   | 11:19  | Malewa 2                                    | 8,33 km   | 74,38 km  |
| Frazione 4 (25 giu) | PS18   | 12:15  | Oserian 2                                   | 18,33 km  | 74,38 km  |
| Frazione 4 (25 giu) |        | 13:18  | Riordino – Olemnyaki, Naivasha (49 min)     | –         | 74,38 km  |
| Frazione 4 (25 giu) | PS19   | 14:15  | Hell's Gate 2 (power stage)                 | 10,53 km  | 74,38 km  |
| Totale              | Totale | Totale | Totale                                      | 355,92 km | 355,92 km |

## Risultati

### Classifica
| Pos.     | Nº       | Pilota               | Copilota           | Auto                   | Squadra                   | Classe/Validità | Tempo     | Distacco   | Punti    |
| Generale | Generale | Generale             | Generale           | Generale               | Generale                  | Generale        | Generale  | Generale   | Generale |
| -------- | -------- | -------------------- | ------------------ | ---------------------- | ------------------------- | --------------- | --------- | ---------- | -------- |
| 1.       | 17       | Sébastien Ogier      | Vincent Landais    | Toyota GR Yaris Rally1 | Toyota Gazoo Racing WRT   | WRC             | 3h30'42"5 | –          | 28       |
| 2.       | 69       | Kalle Rovanperä      | Jonne Halttunen    | Toyota GR Yaris Rally1 | Toyota Gazoo Racing WRT   | WRC             | 3h30'49"2 | +6"7       | 22       |
| 3.       | 33       | Elfyn Evans          | Scott Martin       | Toyota GR Yaris Rally1 | Toyota Gazoo Racing WRT   | WRC             | 3h33'41"0 | +2'58"5    | 16       |
| 4.       | 18       | Takamoto Katsuta     | Aaron Johnston     | Toyota GR Yaris Rally1 | Toyota Gazoo Racing WRT   | WRC             | 3h34'06"3 | +3'23"8    | 12       |
| 5.       | 6        | Daniel Sordo         | Cándido Carrera    | Hyundai i20 N Rally1   | Hyundai Shell Mobis WRT   | WRC             | 3h35'47"9 | +5'05"4    | 10       |
| 6.       | 8        | Ott Tänak            | Martin Järveoja    | Ford Puma Rally1       | M-Sport Ford WRT          | WRC             | 3h39'56"9 | +9'14"4    | 13       |
| 7.       | 7        | Pierre-Louis Loubet  | Nicolas Gilsoul    | Ford Puma Rally1       | M-Sport Ford WRT          | WRC             | 3h46'58"2 | +16'15"7   | 6        |
| 8.       | 21       | Kajetan Kajetanowicz | Maciej Szczepaniak | Škoda Fabia Rally2 Evo | -                         | WRC-2           | 3h57'15"9 | +26'33"4   | 4        |
| 9.       | 20       | Oliver Solberg       | Elliott Edmondson  | Škoda Fabia Rally2 Evo | -                         | RC2             | 3h59'46"5 | +29'04"0   | 2        |
| 10.      | 23       | Martin Prokop        | Zdeněk Jůrka       | Ford Fiesta Rally2     | -                         | WRC-2           | 4h08'43"6 | +38'01"1   | 1        |
| ...      | ...      | ...                  | ...                | ...                    | ...                       | ...             | ...       | ...        | ...      |
| 12.      | 4        | Esapekka Lappi       | Janne Ferm         | Hyundai i20 N Rally1   | Hyundai Shell Mobis WRT   | WRC             | 4h12'57"4 | +42'14"9   | 2        |
| WRC-2    |          |                      |                    |                        |                           |                 |           |            |          |
| 1. (8.)  | 21       | Kajetan Kajetanowicz | Maciej Szczepaniak | Škoda Fabia Rally2 Evo | -                         | WRC-2           | 3h57'15"9 | –          | 28       |
| 2. (9.)  | 23       | Martin Prokop        | Zdeněk Jůrka       | Ford Fiesta Rally2     | -                         | WRC-2           | 4h08'43"6 | +11'27"7   | 20       |
| 3. (11.) | 26       | Carl Tundo           | Tim Jessop         | Škoda Fabia R5         | -                         | WRC-2           | 4h11'38"6 | +14'22"7   | 15       |
| 4. (13.) | 24       | Armin Kremer         | Timo Gottschalk    | Škoda Fabia Rally2 Evo | -                         | WRC-2           | 4h14'40"8 | +17'24"9   | 13       |
| 5. (15.) | 27       | Daniel Chwist        | Kamil Heller       | Škoda Fabia RS Rally2  | -                         | WRC-2           | 4h52'52"1 | +55'36"2   | 10       |
| 6. (16.) | 32       | Samman Singh Vohra   | Alfir Khan         | Škoda Fabia Rally2 Evo | -                         | WRC-2           | 5h23'48"3 | +1h26'32"4 | 8        |
| WRC-3    |          |                      |                    |                        |                           |                 |           |            |          |
| 1. (14.) | 34       | Diego Dominguez      | Rogelio Peñate     | Ford Fiesta Rally3     | -                         | WRC-3           | 4h37'57"1 | –          | 25       |
| 2. (17.) | 38       | Jason Bailey         | James Willetts     | Ford Fiesta Rally3     | -                         | WRC-3           | 5h33'05"9 | +55'08"8   | 18       |
| 3. (18.) | 37       | McRae Kimathi        | Mwangi Kioni       | Ford Fiesta Rally3     | Rally Stars Program Kenya | WRC-3           | 5h43'54"7 | +1h05'57"6 | 15       |

| Principali ritiri/squalifiche | Principali ritiri/squalifiche | Principali ritiri/squalifiche | Principali ritiri/squalifiche | Principali ritiri/squalifiche | Principali ritiri/squalifiche | Principali ritiri/squalifiche | Principali ritiri/squalifiche        | Principali ritiri/squalifiche |
| PS                            | Nº                            | Pilota                        | Copilota                      | Auto                          | Squadra                       | Classe                        | Causa                                | Pos. rit./sq.                 |
| ----------------------------- | ----------------------------- | ----------------------------- | ----------------------------- | ----------------------------- | ----------------------------- | ----------------------------- | ------------------------------------ | ----------------------------- |
| PS 12                         | 9                             | Jourdan Serderidis            | Andy Malfoy                   | Ford Puma Rally1              | M-Sport Ford WRT              | WRC                           | Motore                               | 11º                           |
| PS 19                         | 11                            | Thierry Neuville              | Martijn Wydaeghe              | Hyundai i20 N Rally1          | Hyundai Shell Mobis WRT       | WRC                           | Squalificato (ricognizioni illegali) | 8º                            |

Legenda

Pos. = posizione; Nº = numero di gara; PS = prova speciale; Pos. rit./sq. = posizione detenuta prima del ritiro/squalifica.
| Icona | Note                                                                                     |
| ----- | ---------------------------------------------------------------------------------------- |
| WRC   | Equipaggio di classe Rally1 che può conquistare punti per il campionato costruttori.     |
| WRC   | Equipaggio di classe Rally1 che non può conquistare punti per il campionato costruttori. |
| WRC-2 | Equipaggio di classe RC2 registrato al campionato WRC-2.                                 |
| WRC-3 | Equipaggio di classe RC3 registrato al campionato WRC-3.                                 |
| JWRC  | Equipaggio di classe RC3 registrato al campionato Junior WRC.                            |
|       | Ulteriori classificazioni                                                                |

### Prove speciali
| Frazione            | Prova | Ora   | Nome                        | Lunghezza | Vincitori                       | Tempo   | Velocità media | Leader del rally                |  |
| ------------------- | ----- | ----- | --------------------------- | --------- | ------------------------------- | ------- | -------------- | ------------------------------- |  |
| Frazione 1 (22 giu) | PS1   | 18:05 | Super Special Kasarani      | 4,84 km   | Ott Tänak Martin Järveoja       | 3'14"3  | 89,7 km/h      | Ott Tänak Martin Järveoja       |  |
|                     |       |       |                             |           |                                 |         |                |                                 |  |
| Frazione 2 (23 giu) | PS2   | 08:00 | Loldia 1                    | 19,17 km  | Sébastien Ogier Vincent Landais | 13'50"3 | 83,1 km/h      | Sébastien Ogier Vincent Landais |  |
| Frazione 2 (23 giu) | PS3   | 09:18 | Geothermal 1                | 8,41 km   | Esapekka Lappi Janne Ferm       | 6'49"7  | 115,3 km/h     | Sébastien Ogier Vincent Landais |  |
| Frazione 2 (23 giu) | PS4   | 10:11 | Kedong 1                    | 30,62 km  | Kalle Rovanperä Jonne Halttunen | 14'52"4 | 123,5 km/h     | Sébastien Ogier Vincent Landais |  |
| Frazione 2 (23 giu) | PS5   | 13:09 | Loldia 2                    | 19,17 km  | Sébastien Ogier Vincent Landais | 13'50"2 | 83,1 km/h      | Sébastien Ogier Vincent Landais |  |
| Frazione 2 (23 giu) | PS6   | 14:27 | Geothermal 2                | 8,41 km   | Sébastien Ogier Vincent Landais | 6'46"5  | 116,2 km/h     | Sébastien Ogier Vincent Landais |  |
| Frazione 2 (23 giu) | PS7   | 15:20 | Kedong 2                    | 30,62 km  | Sébastien Ogier Vincent Landais | 15'04"6 | 121,9 km/h     | Sébastien Ogier Vincent Landais |  |
|                     |       |       |                             |           |                                 |         |                |                                 |  |
| Frazione 3 (24 giu) | PS8   | 08:01 | Soysambu 1                  | 29,32 km  | Sébastien Ogier Vincent Landais | 17'30"0 | 100,5 km/h     | Sébastien Ogier Vincent Landais |  |
| Frazione 3 (24 giu) | PS9   | 10:08 | Elmenteita 1                | 15,08 km  | Kalle Rovanperä Jonne Halttunen | 8'52"2  | 107,5 km/h     | Sébastien Ogier Vincent Landais |  |
| Frazione 3 (24 giu) | PS10  | 10:03 | Sleeping Warrior 1          | 31,04 km  | Kalle Rovanperä Jonne Halttunen | 17'57"7 | 103,7 km/h     | Sébastien Ogier Vincent Landais |  |
| Frazione 3 (24 giu) | PS11  | 14:01 | Soysambu 2                  | 29,32 km  | Sébastien Ogier Vincent Landais | 17'23"4 | 101,2 km/h     | Sébastien Ogier Vincent Landais |  |
| Frazione 3 (24 giu) | PS12  | 15:05 | Elmenteita 2                | 15,08 km  | Takamoto Katsuta Aaron Johnston | 8'20"6  | 108,4 km/h     | Sébastien Ogier Vincent Landais |  |
| Frazione 3 (24 giu) | PS13  | 16:03 | Sleeping Warrior 2          | 31,04 km  | Kalle Rovanperä Jonne Halttunen | 19'07"7 | 97,4 km/h      | Sébastien Ogier Vincent Landais |  |
|                     |       |       |                             |           |                                 |         |                |                                 |  |
| Frazione 4 (25 giu) | PS14  | 06:55 | Malewa 1                    | 8,33 km   | Kalle Rovanperä Jonne Halttunen | 6'05"1  | 82,1 km/h      | Sébastien Ogier Vincent Landais |  |
| Frazione 4 (25 giu) | PS15  | 07:51 | Oserian 1                   | 18,33 km  | Sébastien Ogier Vincent Landais | 11'15"9 | 97,6 km/h      | Sébastien Ogier Vincent Landais |  |
| Frazione 4 (25 giu) | PS16  | 09:05 | Hell's Gate 1               | 10,53 km  | Ott Tänak Martin Järveoja       | 5'29"7  | 115,0 km/h     | Sébastien Ogier Vincent Landais |  |
| Frazione 4 (25 giu) | PS17  | 11:19 | Malewa 2                    | 8,33 km   | Kalle Rovanperä Jonne Halttunen | 6'02"6  | 82,7 km/h      | Sébastien Ogier Vincent Landais |  |
| Frazione 4 (25 giu) | PS18  | 12:15 | Oserian 2                   | 18,33 km  | Takamoto Katsuta Aaron Johnston | 11'53"6 | 92,5 km/h      | Sébastien Ogier Vincent Landais |  |
| Frazione 4 (25 giu) | PS19  | 14:15 | Hell's Gate 2 (power stage) | 10,53 km  | Ott Tänak Martin Järveoja       | 5'35"0  | 113,2 km/h     | Sébastien Ogier Vincent Landais |  |

### Power stage
PS19: Hell's Gate 2 di 10,53 km, disputatasi domenica 25 giugno 2023 alle ore 14:15 (UTC+3).
| Pos. | Nº | Pilota          | Copilota        | Auto                   | Squadra                 | Classe | Tempo    | Distacco | PP | PC |
| ---- | -- | --------------- | --------------- | ---------------------- | ----------------------- | ------ | -------- | -------- | -- | -- |
| 1    | 8  | Ott Tänak       | Martin Järveoja | Ford Puma Rally1       | M-Sport Ford WRT        | Rally1 | 5'35"089 | –        | 5  | 5  |
| 2    | 69 | Kalle Rovanperä | Jonne Halttunen | Toyota GR Yaris Rally1 | Toyota Gazoo Racing WRT | Rally1 | 5'35"876 | +0"787   | 4  | 4  |
| 3    | 17 | Sébastien Ogier | Vincent Landais | Toyota GR Yaris Rally1 | Toyota Gazoo Racing WRT | Rally1 | 5'38"339 | +3"250   | 3  | 3  |
| 4    | 4  | Esapekka Lappi  | Janne Ferm      | Hyundai i20 N Rally1   | Hyundai Shell Mobis WRT | Rally1 | 5'38"904 | +3"815   | 2  | 2  |
| 5    | 33 | Elfyn Evans     | Scott Martin    | Toyota GR Yaris Rally1 | Toyota Gazoo Racing WRT | Rally1 | 5'41"186 | +6"097   | 1  | -  |

Legenda: Pos.= Posizione; Nº = Numero di gara; PP = Punti campionato piloti/copiloti; PC = Punti campionato costruttori.

## Classifiche mondiali
Classifica piloti
| Pos. | Pos. | Pilota               | Punti |
| ---- | ---- | -------------------- | ----- |
| 1    |      | Kalle Rovanperä      | 140   |
| 2    | 2    | Elfyn Evans          | 99    |
| 3    | 2    | Sébastien Ogier      | 98    |
| 4    | 1    | Ott Tänak            | 98    |
| 5    | 3    | Thierry Neuville     | 93    |
| 6    |      | Esapekka Lappi       | 69    |
| 7    |      | Daniel Sordo         | 46    |
| 8    |      | Takamoto Katsuta     | 35    |
| 9    | 4    | Pierre-Louis Loubet  | 20    |
| 10   | 1    | Craig Breen          | 19    |
| 11   |      | Oliver Solberg       | 17    |
| 12   | 2    | Gus Greensmith       | 16    |
| 13   | 1    | Andreas Mikkelsen    | 14    |
| 14   |      | Yohan Rossel         | 12    |
| 15   | 1    | Kajetan Kajetanowicz | 11    |
| 16   | 1    | Teemu Suninen        | 9     |
| 17   |      | Emil Lindholm        | 6     |
| 18   |      | Nikolaj Grjazin      | 3     |
| 19   |      | Mikołaj Marczyk      | 2     |
| 20   |      | Ole Christian Veiby  | 2     |
| 21   | N    | Martin Prokop        | 1     |
| 22   | 1    | Erik Cais            | 1     |
| 23   | 1    | Sami Pajari          | 1     |

Classifica copiloti
| Pos. | Pos. | Pilota                 | Punti |
| ---- | ---- | ---------------------- | ----- |
| 1    |      | Jonne Halttunen        | 140   |
| 2    | 2    | Scott Martin           | 99    |
| 3    | 2    | Vincent Landais        | 98    |
| 4    | 1    | Martin Järveoja        | 98    |
| 5    | 3    | Martijn Wydaeghe       | 93    |
| 6    |      | Janne Ferm             | 69    |
| 7    |      | Cándido Carrera        | 46    |
| 8    |      | Aaron Johnston         | 35    |
| 9    | 4    | Nicolas Gilsoul        | 20    |
| 10   | 1    | James Fulton           | 19    |
| 11   | 1    | Elliot Edmondson       | 17    |
| 12   | 2    | Torstein Eriksen       | 16    |
| 13   | 2    | Jonas Andersson        | 16    |
| 14   |      | Arnaud Dunand          | 12    |
| 15   | 1    | Maciej Szczepaniak     | 11    |
| 16   | 1    | Mikko Markkula         | 9     |
| 17   |      | Reeta Hämäläinen       | 6     |
| 18   |      | Konstantin Aleksandrov | 3     |
| 19   |      | Szymon Gospodarczyk    | 2     |
| 20   |      | Petr Těšínský          | 1     |
| 21   |      | Enni Mälkönen          | 1     |
| 22   | N    | Zdeněk Jůrka           | 1     |

Classifica costruttori WRC
| Pos. | Pos. | Squadra                 | Punti |
| ---- | ---- | ----------------------- | ----- |
| 1    |      | Toyota Gazoo Racing WRT | 285   |
| 2    |      | Hyundai Shell Mobis WRT | 237   |
| 3    |      | M-Sport Ford WRT        | 175   |

Legenda: Pos.= Posizione;  N = In classifica per la prima volta.